# Lac-réservoir du Thartar
Le lac-réservoir du Tharthar, situé entre les provinces d'Al-Anbar et de Salah ad-Din en Irak, sert à réguler le débit des fleuves Tigre et Euphrate. Il couvre une surface de plus de 2 500 km2, représentant 85 milliards de m3 d'eau dans la dépression du Tharthar.